# Laisälven

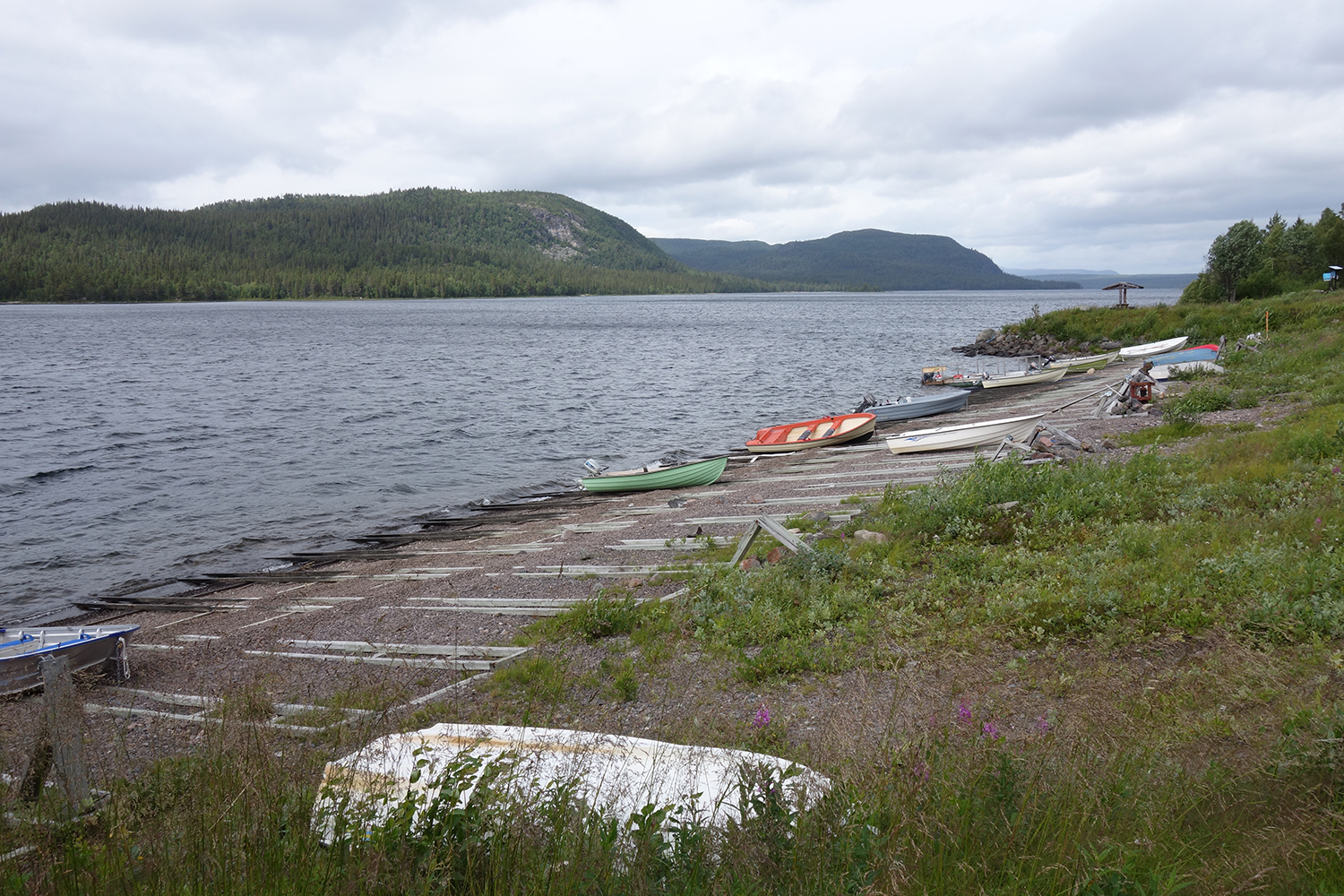
Sjön Laisan vid Laisvall.

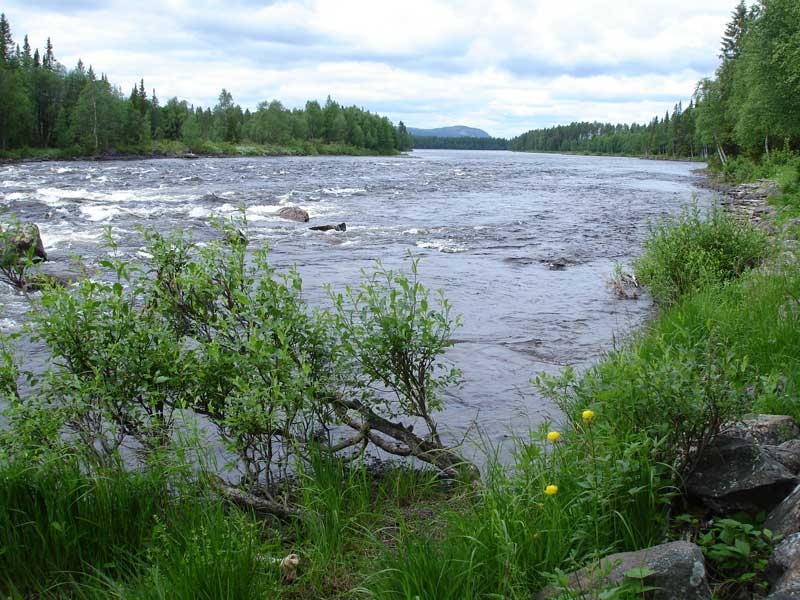
Storforsen i Laisälven, ungefär fem kilometer uppströms utloppet i Vindelälven.

Laisälven ( umesamiska Lájssuo), är en älv i mellersta Lappland, i Arjeplogs och Sorsele kommuner, med en längd av 190 km. Avrinningsområdet är cirka 3 000 km². Laisälven är Vindelälvens största biflöde.

## Älvens lopp
Laisälven har sitt källflöde på drygt 850 MÖH nära Nasafjället vid gränsen mot Norge.
Älven flyter med strömmar och sel genom fjällandskap ned till sjöarna Iraft vid Adolfström, Mittisjön och Gautosjön vid Gautosjö.Efter Märkforsen från Gautosjön rinner älven in i den närmare tre mil långa djupa sjön Laisan och passerar ortena Laisvall och Laisvallby. I Kramaluokta vid Västra Laisvallby mynnar biflödet Krámájuhka som avvattnar Krama och kringliggande sjöar sydost om fjället Kráhpiesvárrie. Nedströms Laisan tillkommer älvens största biflöde, Dellikälven som i sin översta del har flera sjöar i anslutning till Kungsleden, däribland Áhájávrrie och Njallapliehkie. Dellikälven mottar nedströms utöver dessa även flödet av Máddávriejuhka från Jilliehávrie och Máddávrrie samt Kráptajuhka från Kráptajávrrie. Nedströms inflödet av Dellikälven går Laisälven genom nästan obebodda trakter innan den mynnar i Vindelälven i den översta delen av sjön Nedre Gautsträsket cirka 10 km norr om Sorsele. Medelvattenföringen vid mynningen är 57 m³/s. 

## Fiske och friluftsliv
I Iraft, Mittisjön och Gautosjön finns endast bestånd av röding och öring. I Laisan, som är djup och nr 3 efter Hornavan och Sädvajaure i Arjeplogs kommun, finns förutom öring och röding även harr, sik, abborre, gädda och lake. Laisan är populär för trolling. Krámájuhka, som mynnar i Laisan, håller företrädesvis harr och öring. Vid Luspeströmmen övergår Laisan till strömmar och sel, däribland Ackerselet, Ackerforsen, Svanselet, Djupselet, Hästskoforsen, Dellikselet och Brattforsen. Där finns flera populära ställen för sportfiske efter harr, öring, sik. Laisluspen nås lätt med bil både via Laisvallby på vägen till/från Båtsjaur och från söder via Björkliden, Maskaur. I Djupselet finns en bro över älven som är körbar med snöskoter och fyrhjuling. Över bron kan man också gå till nybyggarbyn Delliknäs längs en utmärkt och delvis spångad vandringsled. Dellikälvens biflöde Kráptajuhka har fina öringsbestånd. 
Laisvalls fiskevårdsområde FVO sträcker sig från utloppet av Gautosjön via Märkforsen och Sikselet vid Hällbacken nedströms ned till Björklidens sportfiskeförening SFF nedströms och älvsmötet av Dellikäven och Laisälven. Laisälvens fiskevårdsområde tar vid från Björklidens SFF till gränsen mot Västerbottens län. Från Björklidens SFF:s fiskegräns till Marielund, en sträcka på 10 kilometer, dominerar forsar och mindre sel. Älven är mycket varierad med både lugna och vilda forsar, sandgrund och klipphällar, grunda och djupa strömmar. Här finns harr och grov öring. Forsarna heter Deppisforsen, Sadeforsen, Länningforsen och Holmselforsen. Det finns också flera små bäckar inom området. Tjålmbäcken, Östra Lairobäcken, del av Ravelsjöbäcken samt Mullejaurebäcken har god tillgång på harr och öring.
Fiskevattnen är lättillgängliga med få undantag. I sjöarna Östra och Västra Mulljaur finns viltbestånd av abborre, gädda, lake och sik. Även inplanterad harr och öring kan fångas året runt.

## Kulturvärden
Laisälven är av riksintresse för kulturmiljövården.

## Forsar
Märkforsen i övre Laisälven har en inskärning som bildat en canyon i berget. De nedre lugnvattnen är bästa fiskeplatserna. Nedströms Storlaisan är den lugna Luspeströmmen och de vildare Ackerforsen och Hästskoforsen. Deppisforsen ligger naturskönt i ett avsnitt av Laisälven där ingen väg ligger i direkt närhet. Deppisforsen är tvådelad, där både den övre och nedre forsen är mycket brant och stenig. Mellan forsarna finns ett djupt sel. Stenbrytare från flottningens dagar finns kvar intakta i både övre och nedre forsen. Stora hällar omger älven och Deppisforsen är ett utflyktsmål. Hela forsen ligger i Björklidens SFF fiskesträcka.